# Ковалівка (притока Мерли)
Ковалівка, Колонтаїв, Михайлівка — річка в Краснокутській селищній громаді Богодухівського районуХарківської області та Скороходівській селищній громаді Полтавського району Полтавської області, ліва притока Мерли (басейн Дніпра). У верхів'ї має назву В'язова.

## Опис
Довжина річки 21 км, похил річки — 1,8 м/км. Формується з багатьох безіменних струмків та водойм. Площа басейну 221 км².

## Розташування
Ковалівка бере початок на східній околиці села В'язове. Тече переважно на північний захід і на південно-західній околиці села Колонтаїв впадає в річку Мерлу, ліву притоку Ворскли.
Населені пункти вздовж берегової смуги: Михайлівка, Трудолюбівка, Олійники, Одрада, Гринів Яр, Рандава, Ковалівка, Березівка.

## Притоки
- Балка Баярак - ліва притока, впадає в селі В'язова.
- Балка Суха - ліва притока. Бере початок і протікає через село Шевченківка, тече на північний захід і впадає у Ковалівку у селі Трудолюбівка.
- Балка Рябкова - ліва притока. Бере початок і протікає через село Рябківка, тече на північний захід і впадає у Ковалівку у селі Трудолюбівка.
- Балка Воєводська - ліва притока, впадає в селі Одрада. У ХІХ ст. у балці існував хутір Воєводський.
- Балка Крута - права притока, впадає у селі Рандава.
- Балка Ковалівка - права притока. Бере початок у селі Ковалівське, тече на північний захід і впадає у річку Ковалівку у селі Ковалівка.
- Балка Березова - ліва притока. Бере початок у селі Березове, тече переважно на північ і впадає у Ковалівку у селі Березівка.